# Gárdonyi Antal
Gárdonyi Antal; Kövesdy (Martonvásár, 1824. június 10. – Tata, 1907. augusztus 11.) színész, rendező, igazgató.

## Életútja
Nemes Kövesdi János molnár és Pálfi Terézia fia, Baracskán keresztelték 1824. június 11-én. A pápai református teológiát elvégezve pappá lett, és a szabadságharc alatt mint őrmester küzdött. A Bach-korszakban két napig magánál rejtegette egy üldözött honfitársát amiért menekülnie kellett, így jutott 1855-ben a színészethez, ahol Gárdonyi álnév alatt működött. 1869. szeptember 20-án vendégszerepelt a Nemzeti Színházban a Haramiákban mint Moór Ferenc. 1862 és 1868 között igazgató volt Komárom, Esztergom, Vác, Pápa, Miskolc, Debrecen, Pécs stb. városokban. 1881-ben vonult nyugdíjba. Első neje Heberling Liszka színésznő volt, akivel 1866. május 9-én Debrecenben kötött házasságot, egyik esküvői tanújuk Zöldi Miklós volt. Tőle 1871-ben megözvegyült. 1882. május 25-én Kovács Gusztávnéval (volt színigazgatónő) lépett házasságra Szerencsen. 1884. július 23-án Komáromban a Tót leányban jubilált. 1888. szeptember 1-jén Komáromból újra nősült Szekeres Máriával. Írt verseket, melyeket Cypruslombok valamint Dalok és epigrammák cím alatt adott ki 1895-ben Tatán. Ugyanitt szerkesztette a Tatatóvárosi Lapokat is.

## Fontosabb szerepei
- Moór Ferenc (Schiller: Haramiák)
- Wurm (Schiller: Ármány és szerelem)
- III. Richárd (Shakespeare: III. Richárd)
- Biberách (Katona József: Bánk bán)

## Működési adatai
1858: Kecskemét; 1857–58: Debrecen; 1858–59: Komárom; 1859: Veszprém; 1859–60: Győr; 1860: Sopron, Esztergom; 1860–61: Székesfehérvár; 1861: Pozsony; 1865–67: Debrecen; 1867: Győr; 1869: Szuper Károly; 1870: Völgyi György, Kocsisovszky Jusztin; 1871: Lászy Vilmos, Miklósy Gyula; 1872: Fehérváry Antal; 1873: Völgyi György, Károlyi Lajos; 1874: Szegedi Mihály, Temesváry Lajos; 1875: Hubay Gusztáv; 1878: Fáy János, Kárpáthy György; 1880: Törökszentmiklós; 1881: Irsai Zsigmond; 1884: Komárom; 1888: Völgyi György.
Igazgatóként: 1862: Pápa; 1864: Nyitra; 1864–65: Miskolc, Debrecen; 1868: Baja, Pécs; 1876: Vác.